# Сельское поселение Сколково
Сельское поселение Сколково — муниципальное образование в составе Кинельского района Самарской области.
Административный центр — село Сколково.

## Административное деление
В состав сельского поселения входят:
- село Бузаевка,
- село Преображенка,
- село Сколково,
- посёлок Пчелка.